# Xiao Xiang-Wen
Xiao Xiang-Wen (18 de febrero de 1999) es un deportista taiwanés que compite en taekwondo adaptado. Ganó una medalla de bronce en los Juegos Paralímpicos de París 2024, en la categoría de –58 kg.

## Palmarés internacional
| Juegos Paralímpicos | Juegos Paralímpicos | Juegos Paralímpicos | Juegos Paralímpicos |
| Año                 | Lugar               | Medalla             | Categoría           |
| ------------------- | ------------------- | ------------------- | ------------------- |
| 2024                | París (Francia)     | Medalla de bronce   | –58 kg              |